# Kielstaartleguanen
Kielstaartleguanen (Tropidurus) zijn een geslacht van hagedissen uit de familie kielstaartleguaanachtigen (Tropiduridae).

## Naam en indeling
De wetenschappelijke naam van het geslacht werd in 1824 voorgesteld door Maximilian zu Wied-Neuwied. Hij plaatste in de protoloog van de naam één soort in het geslacht, de vier jaar eerder door hemzelf beschreven Stellio torquatus, die daarmee automatisch de typesoort werd.
Er worden in het geslacht 31 soorten geplaatst, inclusief de pas in 2018 beschreven soort Tropidurus azurduyae.

## Verspreiding en habitat
Alle soorten komen voor in delen van noordelijk Zuid-Amerika en leven in de landen Argentinië, Brazilië, Bolivia, Colombia Frans-Guyana, Guyana, Paraguay, Suriname, Uruguay en Venezuela.
De habitat bestaat uit rotsige omgevingen, savannen en grote open plekken langs drogere tropische en subtropische bossen. De hagedissen mijden de schaduw, ze hebben veel warmte nodig en nemen graag een zonnebad. In Suriname zijn de dieren vaak te vinden op granietrotsen. De hagedissen leven vaak in groepjes van een mannetje, enkele vrouwtjes en jongere dieren. De jongen moeten echter uitkijken niet te worden opgegeten door de volwassen exemplaren. De kielstaartleguanen klimmen vaak op bomen en palen. Mannetjes voeren vaak gevechten uit waarbij ze met de staart naar elkaar slaan. Dit gaat met zoveel kracht gepaard dat soms een knal gehoord kan worden.

## Beschermingsstatus
Door de internationale natuurbeschermingsorganisatie IUCN is aan twintig soorten een beschermingsstatus toegewezen. Zestien soorten worden gezien als 'veilig' (Least Concern of LC), een soort als 'kwetsbaar' (Vulnerable of VU) en twee als 'onzeker' (Data Deficient of DD). De soort Tropidurus erythrocephalus ten slotte wordt beschouwd als 'gevoelig' (Near Threatened of NT).

## Soorten
Het geslacht omvat de volgende soorten, met de auteur en het verspreidingsgebied.
| Naam                                    | Auteur                                                                         | Verspreidingsgebied                                                                   |
| --------------------------------------- | ------------------------------------------------------------------------------ | ------------------------------------------------------------------------------------- |
| Tropidurus arenarius                    | Tschudi, 1845                                                                  | Peru                                                                                  |
| Tropidurus azurduyae                    | Carvalho, Rivas, Céspedes & Rodrigues, 2018                                    | Bolivia                                                                               |
| Tropidurus bogerti                      | Roze, 1958                                                                     | Venezuela                                                                             |
| Tropidurus callathelys                  | Harvey & Gutberlet, 1998                                                       | Bolivia                                                                               |
| Tropidurus catalanensis                 | Gudynas & Skuk, 1983                                                           | Argentinië, Brazilië, Paraguay, Uruguay                                               |
| Tropidurus chromatops                   | Harvey & Gutberlet, 1998                                                       | Bolivia, Brazilië                                                                     |
| Tropidurus cocorobensis                 | Rodrigues, 1987                                                                | Brazilië                                                                              |
| Tropidurus erythrocephalus              | Rodrigues, 1987                                                                | Brazilië                                                                              |
| Tropidurus etheridgei                   | Cei, 1982                                                                      | Argentinië, Bolivia, Brazilië, Paraguay                                               |
| Tropidurus guarani                      | Alvarez, Cei & Scolaro, 1994                                                   | Brazilië, Paraguay                                                                    |
| Tropidurus helenae                      | Manzani & Abe, 1990                                                            | Brazilië                                                                              |
| Kielstaartleguaan (Tropidurus hispidus) | Spix, 1825                                                                     | Brazilië, Frans-Guyana, Guyana, Suriname, Venezuela                                   |
| Tropidurus hygomi                       | Reinhardt & Lütken, 1862                                                       | Brazilië                                                                              |
| Tropidurus imbituba                     | Kunz & Borges-Martins, 2013                                                    | Brazilië                                                                              |
| Tropidurus insulanus                    | Rodrigues, 1987                                                                | Brazilië                                                                              |
| Tropidurus itambere                     | Rodrigues, 1987                                                                | Brazilië                                                                              |
| Tropidurus jaguaribanus                 | Passos, Lima & Borges-Nojosa, 2011                                             | Brazilië                                                                              |
| Tropidurus lagunablanca                 | Carvalho, 2016                                                                 | Paraguay                                                                              |
| Tropidurus melanopleurus                | Boulenger, 1902                                                                | Argentinië, Bolivia, Peru                                                             |
| Tropidurus montanus                     | Rodrigues, 1987                                                                | Brazilië                                                                              |
| Tropidurus mucujensis                   | Rodrigues, 1987                                                                | Brazilië                                                                              |
| Tropidurus oreadicus                    | Rodrigues, 1987                                                                | Brazilië                                                                              |
| Tropidurus pinima                       | Rodrigues, 1984                                                                | Brazilië                                                                              |
| Tropidurus psammonastes                 | Rodrigues, Kasahara & Yonenaga-Yasuda, 1988                                    | Brazilië                                                                              |
| Tropidurus semitaeniatus                | Spix, 1825                                                                     | Brazilië                                                                              |
| Tropidurus sertanejo                    | Carvalho, Sena, Peloso, Machado, Montesinos, Silva, Campbell & Rodrigues, 2016 | Brazilië                                                                              |
| Tropidurus spinulosus                   | Cope, 1862                                                                     | Argentinië, Bolivia, Paraguay,                                                        |
| Tropidurus tarara                       | Carvalho, 2016                                                                 | Paraguay                                                                              |
| Tropidurus teyumirim                    | Carvalho, 2016                                                                 | Paraguay                                                                              |
| Tropidurus torquatus                    | Wied-Neuwied, 1820                                                             | Argentinië, Brazilië, Frans-Guyana, Guyana, Suriname, mogelijk in Colombia en Bolivia |
| Tropidurus xanthochilus                 | Harvey & Gutberlet, 1998                                                       | Bolivia                                                                               |